# Policarp Malîhin
Policarp Malîhin (ur. 9 marca 1954 w Segarcei) – rumuński kajakarz. Brązowy medalista olimpijski z Montrealu.
Zawody w 1976 były jego jedynymi igrzyskami olimpijskimi. Był trzeci na dystansie 500 metrów w dwójce. Partnerował mu Larion Serghei. Zdobył dwa medale mistrzostw świata w 1975 (wspólnie z Sergheim): srebro w dwójce na dystansie 1000 metrów i brąz na 500 metrów.